# ماوکا: سرود جنگل ۲۰۲۳
همچنین ببینید: ماوکا
ماوکا: سرود جنگل (به انگلیسی: Mavka: The forest song) یک فیلم کمدی درام پویانمایی سه بعدی رایانه‌ای اوکراینی محصول ۲۰۲۳ است که توسط استودیو فیلم یو ای و انیمگراد تولید و توسط فیلم یو ای منتشر شده است. این فیلم که بر پایهٔ نمایشنامه «سرود جنگل» یک افسانه‌های اساطیری اوکراین و اسلاو الهام گرفته شده است. این انیمیشن با صدای ناتالیا دنیسنکو، آرتم پیوواروف و النا کراوتس به زبان انگلیسی دوبله شده است. این انیمیشن یکی از محبوب‌ترین انیمیشن‌های درام اکراینی می‌باشد. نخستین بار در سپتامبر سال ۲۰۱۵ بود که کمپانی فیلم یو ای خبر از شروع پروژه یک انیمیشن داد. سپس در مارس سال ۲۰۱۷ بود که این شرکت با همراهی کمپانی انیمگراد، انیمیشن ماوکا را در بزرگ‌ترین انجمن انیمیشن اروپا ارائه کردند. به این ترتیب در ۱۸ ژوئن سال ۲۰۱۷ اولین تیزر این انیمیشن را به نمایش عموم درآوردند و در ۱ فوریه ۲۰۲۳ بود که تریلر اصلی این انیمیشن خبر از اکران قریب‌الوقوع آن داد. در تریلر اصلی این کارتون از آهنگ «زبان باد» استفاده کرده‌اند. آهنگ زبان باد توسط خریستینا سولووی و آرتم پیووارو ساخته شده است.

## داستان
ماوکا، الهه خوش‌قلب، زیبا و مهربانی است که پس از سال‌ها، به‌عنوان جانشین محافظان، برای حفاظت از جنگل جادویی انتخاب می‌شود. در این بین، در سرزمین انسان‌ها نیز ماجراهای تازه‌ای اتفاق افتاده‌اند. زن بدجنسی به اسم کیلاینا، ادعا می‌کند همان دختربچه‌ای است که سال‌ها پیش، از مرگ نجات یافته و حالا می‌خواهد هر طور شده، همه عصاره حیات را به‌دست‌آورد. برای این کار هم پسری به نام لوکاس را استخدام کرده که وارد جنگل شود. ماوکا با دیدن لوکاس و خوش‌قلبی او، بخشی از عصاره حیات را در اختیارش می‌گذارد و دردسرها تازه از این لحظه شروع می‌شوند. کیلاینا تصمیم دارد که تمام جنگل را نابود کند و حالا سرنوشت جنگل، موجودات جادویی و همه مردم، به اتحاد میان انسان‌ها و موجودات جادویی در برابر تهدید تازه، بستگی دارد.